# Louis Thiétard
Louis Thiétard (Anzin, 31 maggio 1910 – Saint-Gilles-Croix-de-Vie, 21 gennaio 1998) è stato un ciclista su strada francese.
Professionista tra il 1932 e il 1950, vinse due tappe alla Vuelta a España.

## Carriera
Le principali vittorie da professionista furono la Parigi-Vimoutiers nel 1934, il Tour du Doubs nel 1935, la Polymultipliée nel 1937, due tappe alla Vuelta a España 1942 e una tappa al Giro di Svizzera 1946. Partecipò a sette edizioni del Tour de France e a una della Vuelta a España.

## Palmarès
- 1929 (dilettanti)

Parigi-Auxerre
- 1932 (dilettanti)

Parigi-Dieppe
- 1934 (Individuale, tre vittorie)

Parigi-Vimoutiers
Parigi-Hénin Liétard
Parigi-Laigle
- 1935 (Peugeot, due vittorie)

Tour du Doubs
1ª tappa Circuit des Deux-Sèvres
- 1937 (Génial Lucifer-Hutchinson, una vittoria)

Polymultipliée
- 1938 (Génial Lucifer-Hutchinson, due vittorie)

Tour de Moselle
Circuit de Lorraine
- 1939 (Génial Lucifer-Hutchinson, una vittoria)

Parigi-Caen
- 1942 (Génial Lucifer, quattro vittorie)

Grand Prix de l'Auto
12ª tappa, 1ª semitappa Vuelta a España (Gijón > Oviedo)
13ª tappa Vuelta a España (Luarca > La Coruña)
1ª tappa Circuito del Norte
- 1943 (Metropole-Dunlop, una vittoria)

Grand Prix d'Aix-en-Provence
- 1945 (Metropole-Dunlop, due vittorie)

Parigi-Caen
Grand Prix François Faber (Lussemburgo)
- 1946 (Metropole-Dunlop, tre vittorie)

Grand Prix d'Europe (Lione)
Campionati francesi a cronometro
7ª tappa Giro di Svizzera (Arosa > San Gallo)

### Altri successi
- 1947

Criterium di Arras
Criterium di Moûtiers

## Piazzamenti

### Grandi Giri
- Tour de France

1935: 36º
1936: 13º
1937: ritirato (6ª tappa)
1939: 17º
1947: ritirato (1ª tappa)
1948: 9º
1949: ritirato (4ª tappa)
- Vuelta a España

1942: 15º

### Classiche monumento
- Giro delle Fiandre

1946: 2º
1947: 5º
- Parigi-Roubaix

1943: 3º
1944: 3º
1945: 4º
1947: 3º
1949: 12º
- Liegi-Bastogne-Liegi

1947: 4º
- Giro di Lombardia

1947: 5º